# Lekkoatletyka na Letnich Igrzyskach Olimpijskich 1980 – bieg na 110 m przez płotki mężczyzn
Bieg na 110 metrów przez płotki mężczyzn podczas XXII Letnich Igrzysk Olimpijskich w Moskwie rozegrano 25 (eliminacje) i 27 lipca 1980 (półfinały i finał) na Stadionie Łużniki. Zwycięzcą został reprezentant Niemieckiej Republiki Demokratycznej Thomas Munkelt.

## Rekordy

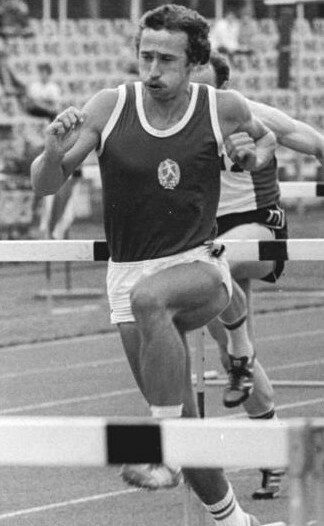
Thomas Munkelt

|                   | Zawodnik         | Narodowość        | Czas  | Data                 | Miejsce     |
| ----------------- | ---------------- | ----------------- | ----- | -------------------- | ----------- |
| Rekord świata     | Renaldo Nehemiah | Stany Zjednoczone | 13,00 | 6 maja 1979(dts)     | Los Angeles |
| Rekord olimpijski | Rod Milburn      | Stany Zjednoczone | 13,24 | 7 września 1972(dts) | Monachium   |

## Wyniki
| Poz. - pozycja |
| – rekord świata \| – rekord krajowy \| – rekord życiowy \| = – wyrównany rekord życiowy \| · – najlepszy wynik w sezonie \| = – wyrównany najlepszy wynik w sezonie \| – rekord olimpijski |
| Fn – falstart \| DNF – nie ukończył \| DNS – nie wystartował \| DSQ – zdyskwalifikowany |

### Eliminacje
Rozegrano trzy biegi eliminacyjne. Do półfinałów awansowało po czterech najlepszych zawodników z każdego biegu (Q) oraz czterech z najlepszymi czasami spośród pozostałych (q).

#### Bieg 1
Wiatr: +0,15 m/s
| Poz. | Zawodnik         | Narodowość     | Rezultat | Uwagi |
| ---- | ---------------- | -------------- | -------- | ----- |
| 1    | Jurij Czerwaniow | ZSRR           | 13,75    | Q     |
| 2    | Jan Pusty        | Polska         | 13,84    | Q     |
| 3    | Płamen Krystew   | Bułgaria       | 13,95    | Q     |
| 4    | Andreas Schlißke | NRD            | 13,95    | Q     |
| 5    | Petar Vukičević  | Jugosławia     | 14,19    | q     |
| 6    | Bernard Mabikana | Kongo          | 15,42    |       |
| 7    | Maher Hreitani   | Syria          | 15,45    |       |
| –    | Július Ivan      | Czechosłowacja | DNF      |       |

#### Bieg 2
Wiatr: +0,48 m/s
| Poz. | Zawodnik            | Narodowość      | Rezultat | Uwagi |
| ---- | ------------------- | --------------- | -------- | ----- |
| 1    | Thomas Munkelt      | NRD             | 13,55    | Q     |
| 2    | Andriej Prokofjew   | ZSRR            | 13,61    | Q     |
| 3    | Javier Moracho      | Hiszpania       | 13,72    | Q     |
| 4    | Wilbert Greaves     | Wielka Brytania | 13,85    | Q     |
| 5    | Borisav Pisić       | Jugosławia      | 14,13    | q     |
| 6    | Abdoulaye Sarr      | Senegal         | 14,67    |       |
| 7    | Abdul Jabbar Rahima | Irak            | 14,89    |       |

#### Bieg 3
Wiatr: +0,91 m/s
| Poz. | Zawodnik          | Narodowość      | Rezultat | Uwagi |
| ---- | ----------------- | --------------- | -------- | ----- |
| 1    | Alejandro Casañas | Kuba            | 13,46    | Q     |
| 2    | Arto Bryggare     | Finlandia       | 13,77    | Q     |
| 3    | Mark Holtom       | Wielka Brytania | 13,83    | Q     |
| 4    | Aleksandr Puczkow | ZSRR            | 13,84    | Q     |
| 5    | Thomas Dittrich   | NRD             | 13,93    | q     |
| 6    | Carlos Sala       | Hiszpania       | 14,28    | q     |
| 7    | Abdul Ismail      | Mozambik        | 15,18    |       |
| 8    | Antonio Gopal     | Seszele         | 16,36    |       |

### Półfinały
Rozegrano dwa biegi półfinałowe. Do finału awansowało po czterech najlepszych zawodników z każdego biegu.

#### Bieg 1
Wiatr: +0,68 m/s
| Poz. | Zawodnik          | Narodowość      | Rezultat | Uwagi |
| ---- | ----------------- | --------------- | -------- | ----- |
| 1    | Alejandro Casañas | Kuba            | 13,44    | Q     |
| 2    | Aleksandr Puczkow | ZSRR            | 13,50    | Q     |
| 3    | Jurij Czerwaniow  | ZSRR            | 13,78    | Q     |
| 4    | Javier Moracho    | Hiszpania       | 13,80    | Q     |
| 5    | Thomas Dittrich   | NRD             | 13,90    |       |
| 6    | Wilbert Greaves   | Wielka Brytania | 13,98    |       |
| 7    | Borisav Pisić     | Jugosławia      | 14,16    |       |
| 8    | Andreas Schlißke  | NRD             | 14,60    |       |

#### Bieg 2
Wiatr: +0,81 m/s
| Poz. | Zawodnik          | Narodowość      | Rezultat | Uwagi |
| ---- | ----------------- | --------------- | -------- | ----- |
| 1    | Thomas Munkelt    | NRD             | 13,49    | Q     |
| 2    | Andriej Prokofjew | ZSRR            | 13,59    | Q     |
| 3    | Arto Bryggare     | Finlandia       | 13,78    | Q     |
| 4    | Jan Pusty         | Polska          | 13,81    | Q     |
| 5    | Mark Holtom       | Wielka Brytania | 13,94    |       |
| 6    | Płamen Krystew    | Bułgaria        | 13,99    |       |
| 7    | Carlos Sala       | Hiszpania       | 14,00    |       |
| 8    | Petar Vukičević   | Jugosławia      | 14,12    |       |

### Finał
Wiatr: +0,86 m/s
| Poz. | Zawodnik          | Narodowość | Rezultat | Uwagi |
| ---- | ----------------- | ---------- | -------- | ----- |
| 1    | Thomas Munkelt    | NRD        | 13,39    |       |
| 2    | Alejandro Casañas | Kuba       | 13,40    |       |
| 3    | Aleksandr Puczkow | ZSRR       | 13,44    | [ 3 ] |
| 4    | Andriej Prokofjew | ZSRR       | 13,49    |       |
| 5    | Jan Pusty         | Polska     | 13,68    |       |
| 6    | Arto Bryggare     | Finlandia  | 13,76    |       |
| 7    | Javier Moracho    | Hiszpania  | 13,78    |       |
| 8    | Jurij Czerwaniow  | ZSRR       | 15,80    |       |